# الرجال الصواريخ
الرجال الصواريخ The Missile Men، هو أسم مجموعة شريرة في دي سي كوميكس.

## التاريخ
تم إرسال روبوت صاروخي يسمى "Z-1" إلى عالم الخردة. وتمت إعادة تشغيله عن طريق التوهج الشمسي. وتحت «الشعور» بالوحدة حاول صنع ملكة له من الخردة. بيد أنه فقط صنع «نسخة طائشة من نفسه». لذلك قرر أن يجد لنفسه ملكة، وقرر بأن البلاتينية Platinum (من رجال المعادن) ستكون ملكته. لذلك ذهب مع رجال الصواريخ إلى الأرض ساقطين مثل الصواريخ. دمروا القصدير Tin والزئبق Mercury (الذين تم بناؤهم في وقت لاحق). أستخدم الدكتور ماغنوس آلة لجذب الرجال الصواريخ بعضهم لبعض. وشكلوا «كرة» معدنية عملاقة وتم أغراقهم في قاع البحر.
بعد 11 عدد لاحق، لايزال الرجال الصواريخ في عالم الخردة يرسلون «رجال صواريخ خارقون» (والذين بأستطاعتهم تدمير الرجال المعادن بسهولة). لذلك، صنعوا نسخ متماثلة شريرة من الرجال المعادن لغرض تدميرهم، لكن تمكن الرجال المعادن الحقيقيين من تدميرهم بسهولة. حاول المزيد من الرجال الصواريخ تدمير الرجال المعادن (والذين أستطاعوا زمنيا تدمير الرصاص والبلاتيية). ولكن تم ايقافهم عندما قام كل من الحديد والزئبق بصنع سبيكة الذهب جاذبة أجبرتهم على التوجه نحو سبيكة الحديد-الزئبق.
في الجزيئين (العدد 54 و55) ترك الرجال المعادن وحدهم. وتم أخبار الفانوس الأخضر من قبل أحد حراس وا بأن الرجال الصواريخ دمروا الكواكب بحثاً عن المعادن وهم متجهون نحو الأرض.
يلتقط هال جوردن علامات نشاط غريبة صادرة من القمر، وبينما كان متوجهاً نحو القمر يقاطع من قبل الرجال الصواريخ ولكنه كان محمي بواسطة طاقة أورا، ويستطيع تدميرهم ويستخدم قشرتهم الخارجية لإخفاء نفسه باعتباره واحداً منهم حتى يتمكن من أختراق أجتماع للرجال الصواريخ. ويكتشف بأن زعيم الرجال الصواريخ Z1 يرغب في إعادة إتحاده مع تينا كملكة له.
هال يترك القمر لسؤال الرجال المعادن حول الإجراءات على سطح القمر. ولكن حال هبوطه يلامس تيار غير مرئي من الطاقة عداد الأستجابة للرجال المعادن ويهاجمون الفانوس الأخضر - الذي يعتقد بأنهم متحالفون مع الرجال الصواريخ. تحتدم المعركة وفي نهاية المطاف يهزم الذهب Gold الفانوس الأخضر على حساب معظم الرجال المعادن الذين تضرروا بشكل كبير (وتم كشفت هذا كجزء من خطة الرجال الصواريخ).
يتمكن الرجال المعادن من هزيمة Z-1 وجيشه من الرجال الصواريخ بمساعدة قوى خاتم الفانوس الأخضر الغائب عن الوعي.

## المظهر الجسدي
يبدو الرجال الصواريخ كصواريخ خضراء مع أطراف ووجوه ذات عيون صفراء.

## إصدارات أخرى

### الأرض-ثلاث
للرجال الصواريخ نظيراتهم البطولية على الأرض-ثلاثة.